# Þingeyjarsveit
Þingeyjarsveit é um município da Islândia. Em 2019 tinha uma população estimada em 860 habitantes.